# Stazione di Belgioioso
Stazione di Belgioioso vasútállomás Olaszországban, Lombardia régióban, Belgioioso településen.

## Vasútvonalak
Az állomást az alábbi vasútvonalak érintik:
- Pavia–Mantua-vasútvonal

## Kapcsolódó állomások
A vasútállomáshoz az alábbi állomások vannak a legközelebb:
- Stazione di Corteolona
- Stazione di Albuzzano